# São Félix do Coribe
São Félix do Coribe este un oraș în statul Bahia (BA) din Brazilia.